# XA-180装甲兵員輸送車
XA-180装甲兵員輸送車は、フィンランドのシスオートがフィンランド国防軍向けに製造した六輪式の装甲兵員輸送車であり、さまざまな派生型が開発されている。
また、シリーズ全体を含めた呼び名として、フィンランド語の"panssari-Sisu"（Sisu製装甲車）を略したPasiとも呼ばれる。

## 概要
XA-180は1980年に、BTR-60の後継として開発された。設計においては、運用が容易なように単純な基本構造と整備コストの軽減を基本としている。BTR-80などとの比較試験の結果、1983年に制式採用され、1984年に量産が開始された。
XA-180は、主に国連平和維持軍への参加に熱心な北欧諸国が採用したこともあってPKO任務に派遣される機会が多いため、PKO関連のニュースや写真に出ることも多い。
各型合計で約1,200輌が量産されたが、近いうちに生産ラインはXA-360ことパトリアAMVのものに更新されて生産終了となる予定である。

## 構造
XA-180の車体は、厚さ6-12mmの装甲で覆われており、車体上部のハッチも装甲化されている。車体のフロントガラスは防弾ガラスをはめ込んでいる他、車底には地雷の爆発に耐えられるように設計されている。また、フクスやBTR-80などに比べて広い内部容積を持つ。
高い不整地走破能力も与えられており、最大60度の傾斜を登坂可能なほか、車体後面左右に1機ずつのスクリュープロペラが設置されているので水上を浮航することも可能である。
武装については、砲塔などの固定武装は装着されていないが、車体上面中央部に装着された1基の旋回式ターレットに機関銃や機関砲を搭載可能であり、フィンランド軍ではNSV重機関銃を搭載している。この他にも車体の兵員輸送区画には左右両面に3基ずつ、後面2基のガンポートが配備されており、車内に搭乗する兵員が自前の銃器を車内から発砲することが可能である。

## 派生型
XA-180
オリジナルの六輪型。本体重量は12tであり、兵員16名が乗車可能。

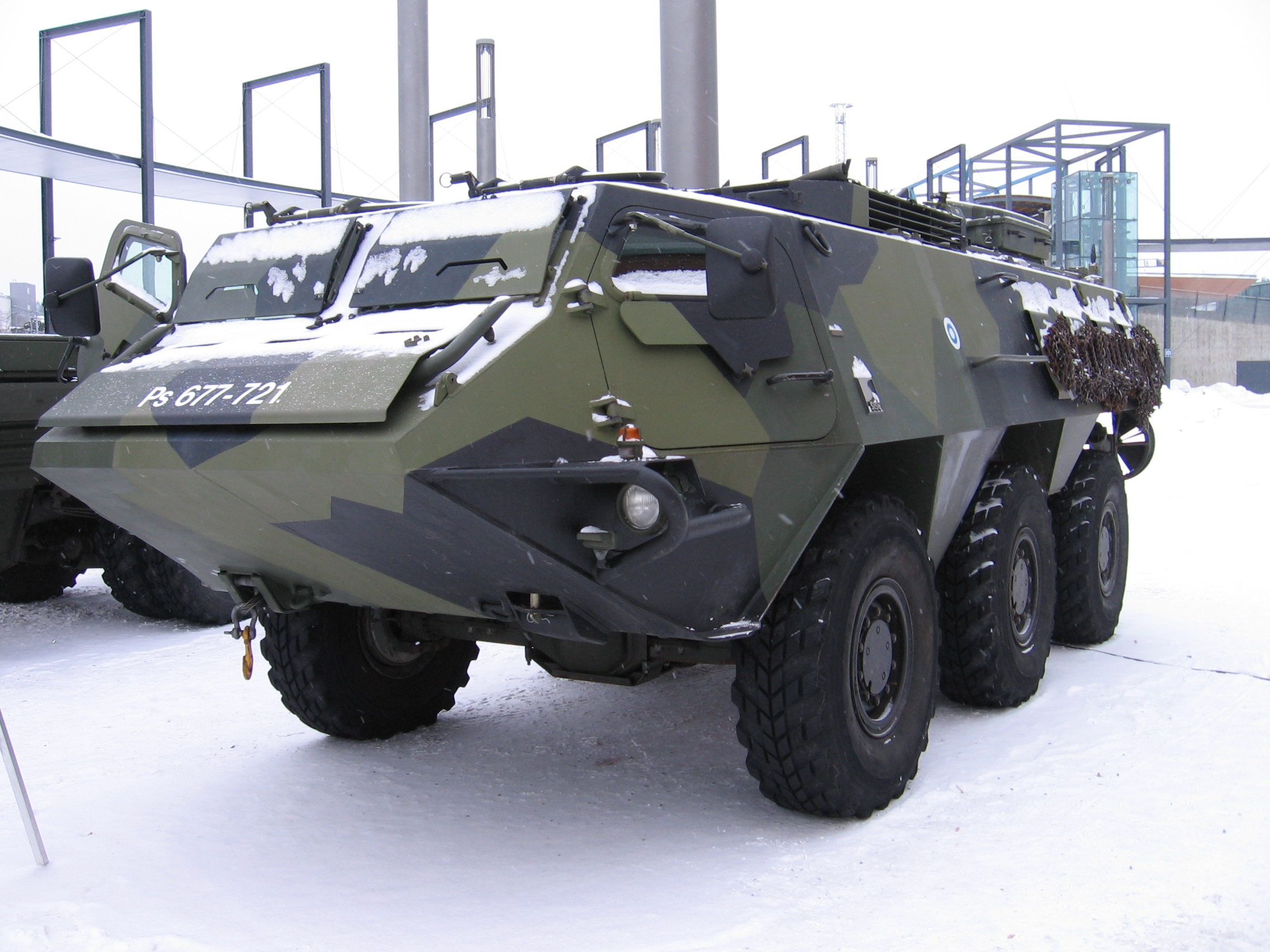
XA-185
より強力なエンジンと改良された変速機を搭載した改良型で、兵員18名が乗車可能。
XA-186
装甲を改良し、ブローニングM2重機関銃を装備した補助動力付きの機関銃塔を搭載した改良型。重装甲化の代償として本体重量が19tにまで増加したため、水陸両用能力が失われた。エンジンと変速機はXA-185と同じ。
XA-188
オランダ陸軍仕様。
XA-200
今までのシリーズと比べて、装甲厚を倍増させた改良型。XA-180やXA-185の装甲は、7.62x54mmR弾の徹甲弾に貫通される程度だったのに対して、14.5mm重機関銃の弾丸にも耐えられるほどに装甲を強化した。その代償に水陸両用能力は失われたが、水深1.5mまでならそのまま水床を走行可能としている。また、夜間作戦用にペリスコープ型の暗視装置も搭載されている。
XA-200の派生形には、指揮通信車仕様のSisu XA-202や、XA-185の後継であるSisu XA-203などがあげられる。
これらの基本的な派生型から、さらに装甲兵員輸送車や装甲救急車、指揮通信車、クロタル地対空ミサイル発射車両、レーダー搭載車、TOW対戦車ミサイルを搭載した戦車駆逐車、車体上部にAMOS連装自動迫撃砲を搭載した自走迫撃砲などの細かい派生型が生産されている。

## 採用国
- デンマーク（フィンランドからのリース）
- エストニア（フィンランド軍から中古を受領）
- フィンランド
- ガーナ
- アイルランド - アイルランド陸軍がXA-180を運用[2]。退役済み[3]。
- オランダ
- ノルウェー
- スウェーデン
- ウクライナ (フィンランドからの供与)

## ギャラリー

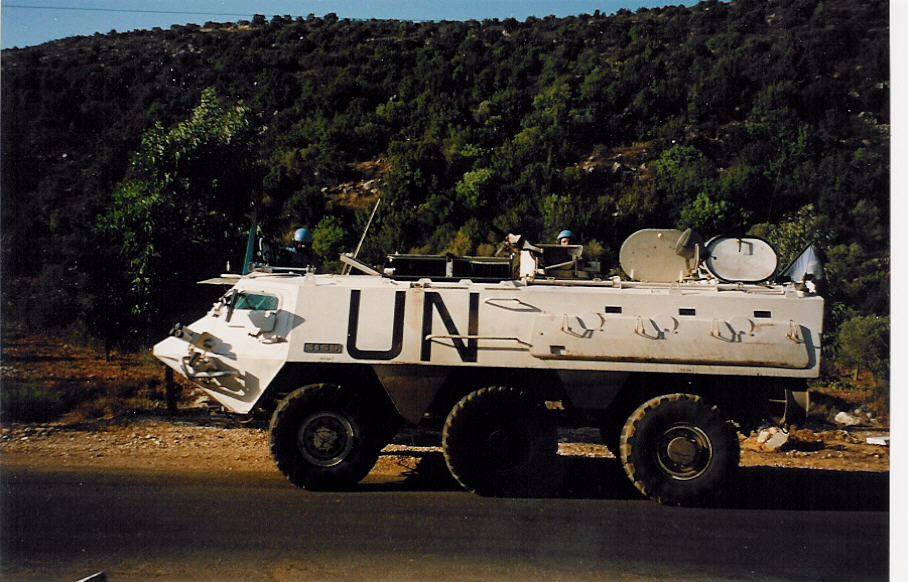
UNIFILに参加しているXA-180
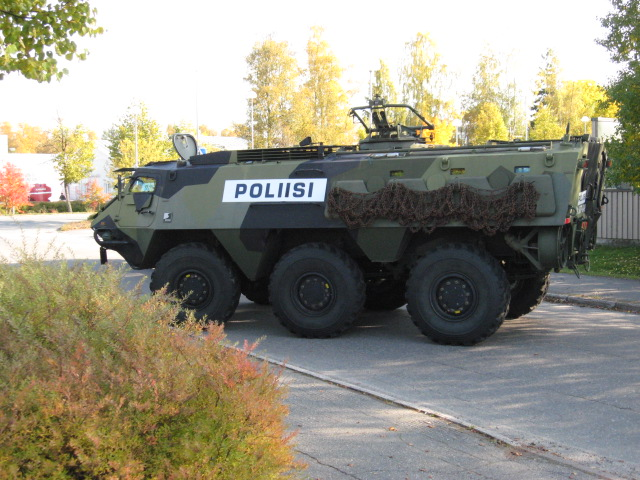
カウハヨキの職業訓練校銃乱射事件に出動した、フィンランド警察のXA-180 車体上面中央部の銃架には銃を搭載していない
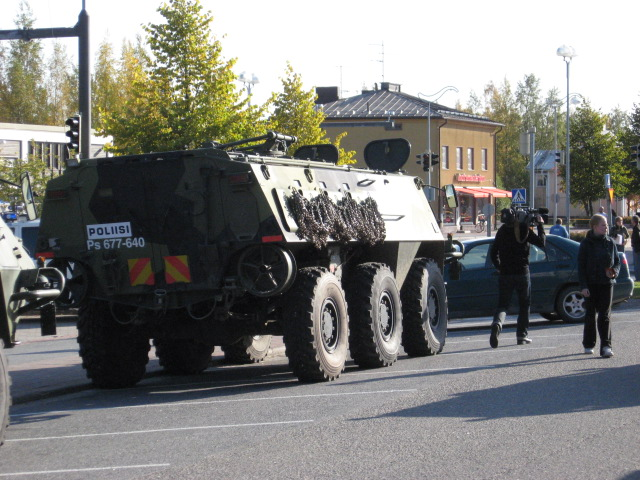
カウハヨキの事件に出動したXA-180 車体後面の乗降ドアとスクリューに注目
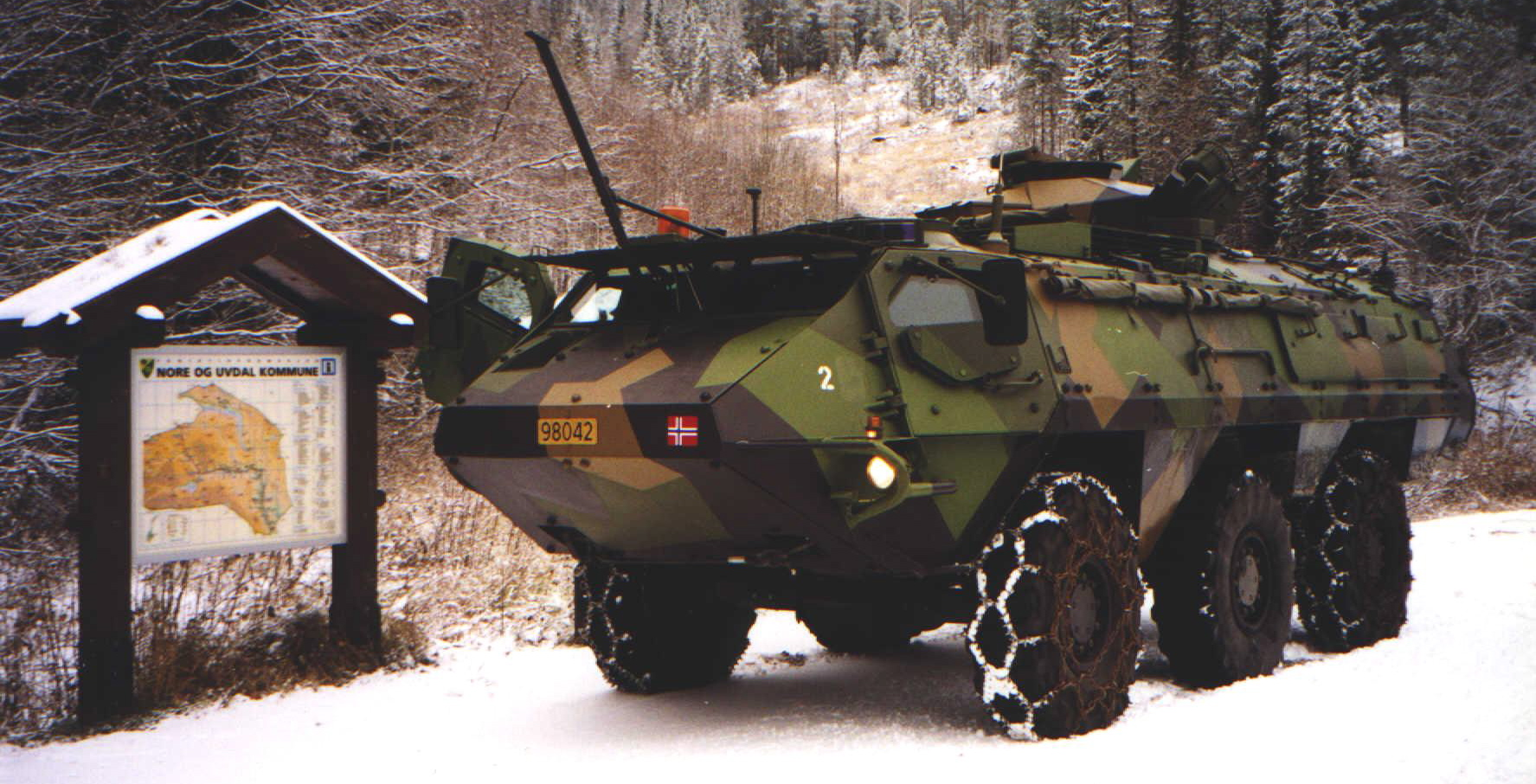
ノルウェー軍のXA-186
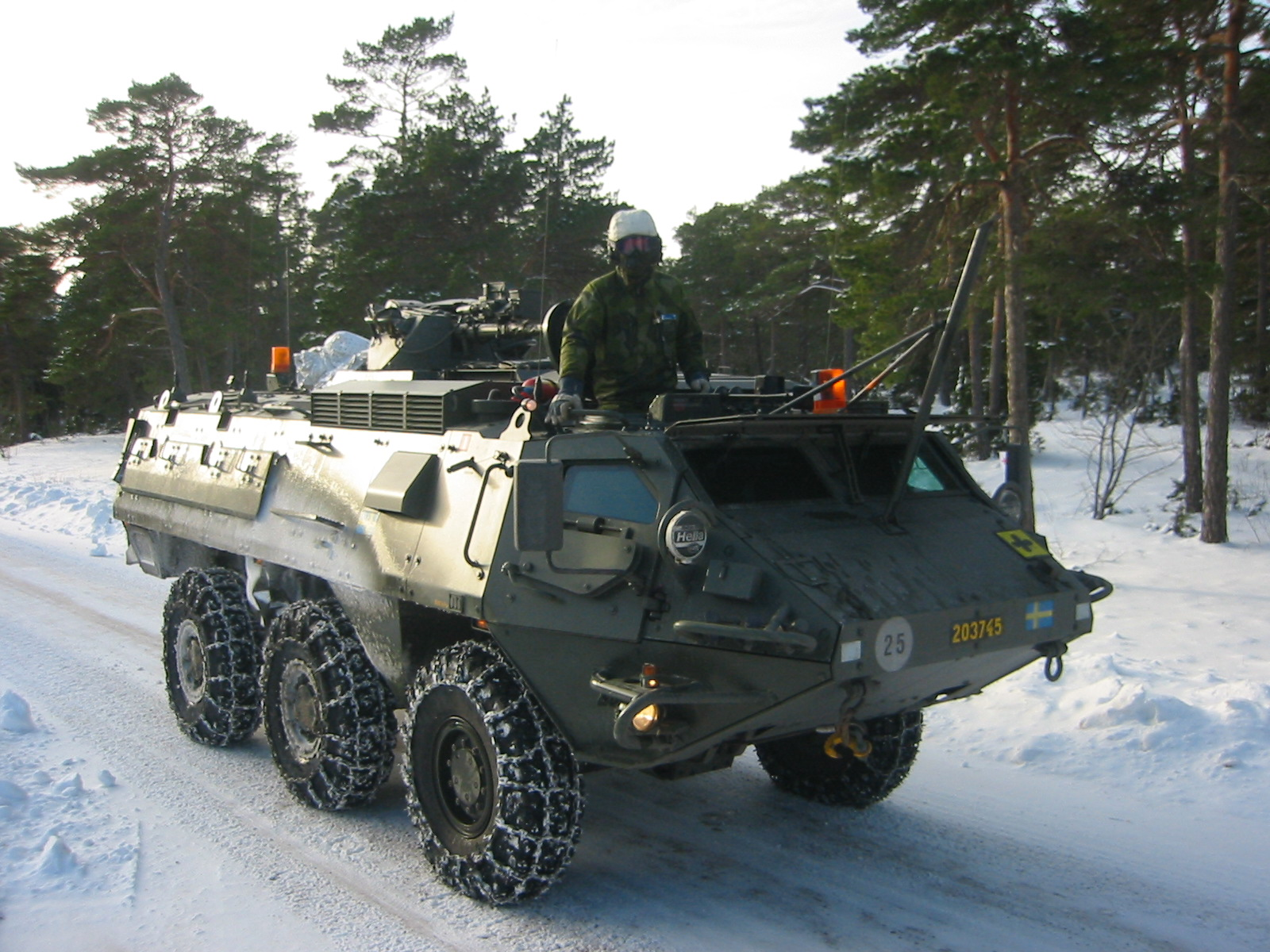
フィンランド軍のXA-203